# Pedicia albivitta
Pedicia albivitta är en tvåvingeart som beskrevs av Walker 1848. Pedicia albivitta ingår i släktet Pedicia och familjen hårögonharkrankar. Inga underarter finns listade i Catalogue of Life.